# Caccia all'agente Freegard
Caccia all'agente Freegard (Rogue Agent) è un film drammatico britannico del 2022, diretto da Adam Patterson e Declan Lawn, autori della sceneggiatura insieme a Michael Bronner, che aveva tratto il soggetto da un suo articolo su una storia realmente accaduta. 
James Norton - che ha anche prodotto il film tramite la sua casa di produzione Rabbit Track Pictures - interpreta il ruolo di Robert Hendy-Freegard, un truffatore che riuscì a raggirare molte persone spacciandosi per agente segreto dell’MI5. Gemma Arterton è Alice Archer, la donna che nel film smaschera l'impostore e collabora alla sua cattura.
Il film uscì nel Regno Unito il 27 luglio 2022 sulla piattaforma Netflix. Negli Stati Uniti il film è uscito il 12 agosto 2022 nelle sale cinematografiche e su AMC+. In Italia è uscito il 20 aprile 2023 su Prime Video .